# Eutropha noctilux
Eutropha noctilux är en tvåvingeart som först beskrevs av Walker 1859.  Eutropha noctilux ingår i släktet Eutropha och familjen fritflugor. Inga underarter finns listade i Catalogue of Life.